# Кёппен, Фёдор Петрович
Фёдор Петро́вич Кёппен (нем. Friedrich Teodor Köppen; 30 декабря 1833 (11 января 1834), имение Карабах, около Алушты — 24 мая (6 июня) 1908, Санкт-Петербург) — российский зоолог-энтомолог, ботаник, географ, библиограф, член-корреспондент Петербургской Академии наук; библиотекарь Публичной библиотеки; действительный статский советник.

## Биография
Родился 30 декабря 1833 (11 января 1834) года в имении Карабах (около Алушты), в семье академика Петра Ивановича Кёппена — специалиста в области этнографии, географии и государственной статистики. Старший брат учёного-климатолога В. П. Кёппена. Общее образование получил в Главном немецком училище Св. Петра с 1843 по 1851 год. По окончании училища поступил на юридический факультет Санкт-Петербургского университета (1851) и окончил его со званием кандидата по разряду камеральных наук (1855). Затем стажировался в Дерптском университете по естественным наукам и сельскому хозяйству. Защитил в Дерптском университете диссертацию на степень магистра сельского хозяйства — «Beitrage zur Kenntnis der schadlichen Insecten Russlands» (нем.) (1858).
Затем служил в департаменте сельского хозяйства Министерства государственных имуществ (1859—1864). Здесь Кёппен занимался инспекцией сельских хозяйств на юге России, выполнял различные научные и практические исследования.
Научный отчёт Кёппена «О состоянии сельского хозяйства за границей» был удостоен серебряной медали (1859). В 1863 году Кёппен организовал сельскохозяйственную выставку в Симферополе. В 1865 году Кёппен перешёл на службу делопроизводителем в департамент Министерства народного просвещения. Здесь он продолжал занятия прикладной энтомологией, изыскивая средства для борьбы с саранчой. Два года Кёппен провёл за границей для подготовки к защите профессорского звания по сельскому хозяйству (1870—1872).
По возвращении в Россию из-за отсутствия вакансий он поступил на службу в Публичную библиотеку в октябре 1872 года. В мае 1873 года он назначен заведующим Отделением иностранных книг по естественным наукам, математике, медицине и военному делу. Вскоре Отделение вышло на первое место в иностранном фонде по интенсивности пополнения фондов (оттеснив традиционно главенствующую «Россику»). Кёппен принимал активное участие по обновлению фондов, приобретению трудов Чарлза Дарвина и других естествоиспытателей XIX — начала XX веков. Кёппен разработал для систематического каталога Отделения оригинальную классификацию, а сам каталог привёл, по отзывам современников, в образцовый порядок.
Служба в Публичной библиотеке облегчала Кёппену реализацию его главного замысла — создание Каталога животного мира России (лат. Bibliotheca Zoologica Rossica). В 1877 году Петербургская Академия наук одобрила создание такого каталога, признав его весьма полезным и взяла на себя расходы по изданию и оказанию материальной помощи автору.
Работая над составлением каталога, Кёппен не оставлял и экспедиционной практики: в 1880 году он обследовал свекловичные плантации юга России; в 1880—1883 годах Кёппен собирал материалы для фундаментального труда о вредных насекомых России.
Избрание Кёппена членом-корреспондентом Академии наук укрепило его связи с Академией. По инициативе Академии наук, поддержанной Публичной библиотекой и Министерством народного просвещения, Кеппен представлял Россию на III Международной библиографической конференции (Лондон, 1899). Он посетил библиотеки Германии, Франции, Бельгии, изучал постановку библиографического дела, опыт использования десятичной классификации М. Дьюи, организацию учёта литературы по точным наукам. По предложению Кёппена в России было организовано с его участием Библиографическое бюро Академии наук для регистрации отечественных работ по математике и естественным наукам, Россия включалась в создание международной библиографии по точным наукам.
Кёппен состоял членом особого отделения Учёного комитета Министерства народного просвещения по техническому и профессиональному образованию (1884), участвовал в разработке плана технического и профессионального образования России (1884), был членом многих отечественных и зарубежных научных обществ. Кёппен — один из организаторов Русского энтомологического общества (1860), его учёный секретарь (1865—1868), библиотекарь (1869—1870), редактор изданий (1874). В 1897 году избран почётным членом Общества и его вице-президентом; участник съездов энтомологов в Харькове (1883) и Одессе (1886).
Перу Кёппена принадлежит свыше восьмидесяти научных трудов и публикаций о географическом распространении растений и животных в России, лесоводству, ботанике, энтомологии. Его работы публиковали в изданиях Академии наук, трудах Русского энтомологического общества и Русского географического общества, Журнале Министерства народного просвещения, журнале «Сельское хозяйство и лесоводство», «Земледельческой газете» и других отечественных и зарубежных изданиях. Книга Кёппена «Географическое распространение хвойных дерев в Европейской России и на Кавказе» получила премию митрополита Макария и золотую медаль Русского географического общества (1885). Кёппен занимался также научными переводами.
Был награждён орденами: Св. Владимира 4-й и 3-й (1883) степеней, Св. Станислава 1-й степени (1887) и Св. Анны 1-й степени (1892); с 1 января 1880 года состоял в чине действительного статского советника.
Умер 24 мая (6 июня) 1908 года в Санкт-Петербурге. Похоронен на Волковском лютеранском кладбище с дедом Фридрихом Аделунгом.